# Cantone di Villefagnan
Il Cantone di Villefagnan era una divisione amministrativa dell'arrondissement di Confolens. Fino al 2007 ha fatto parte dell'arrondissement di Angoulême.
A seguito della riforma approvata con decreto del 20 febbraio 2014, che ha avuto attuazione dopo le elezioni dipartimentali del 2015, è stato soppresso.

## Composizione
Comprendeva i comuni di:
- Bernac
- Brettes
- La Chèvrerie
- Courcôme
- Empuré
- La Faye
- La Forêt-de-Tessé
- Londigny
- Longré
- La Magdeleine
- Montjean
- Paizay-Naudouin-Embourie
- Raix
- Saint-Martin-du-Clocher
- Salles-de-Villefagnan
- Souvigné
- Theil-Rabier
- Tuzie
- Villefagnan
- Villiers-le-Roux